# Risque d'inondation dans la Haute-Loire
Le risque inondation est un des risques majeurs susceptibles d'affecter le département de la Haute-Loire (région Auvergne-Rhône-Alpes, France). Il se caractérise par la possibilité qu'un aléa de type inondation se produise et occasionne des dommages plus ou moins importants aux enjeux humains, économiques ou environnementaux situés sur le territoire départemental.
171 communes sont exposées au risque d'inondation et 51 au risque de rupture de barrage dans le département.

## Réseau hydrographique
D'une longueur de 3 500 km, le réseau hydrographique départemental comprend 8 cours d'eau de longueur supérieure à 50 km et 83 de longueur supérieure à 10 km.

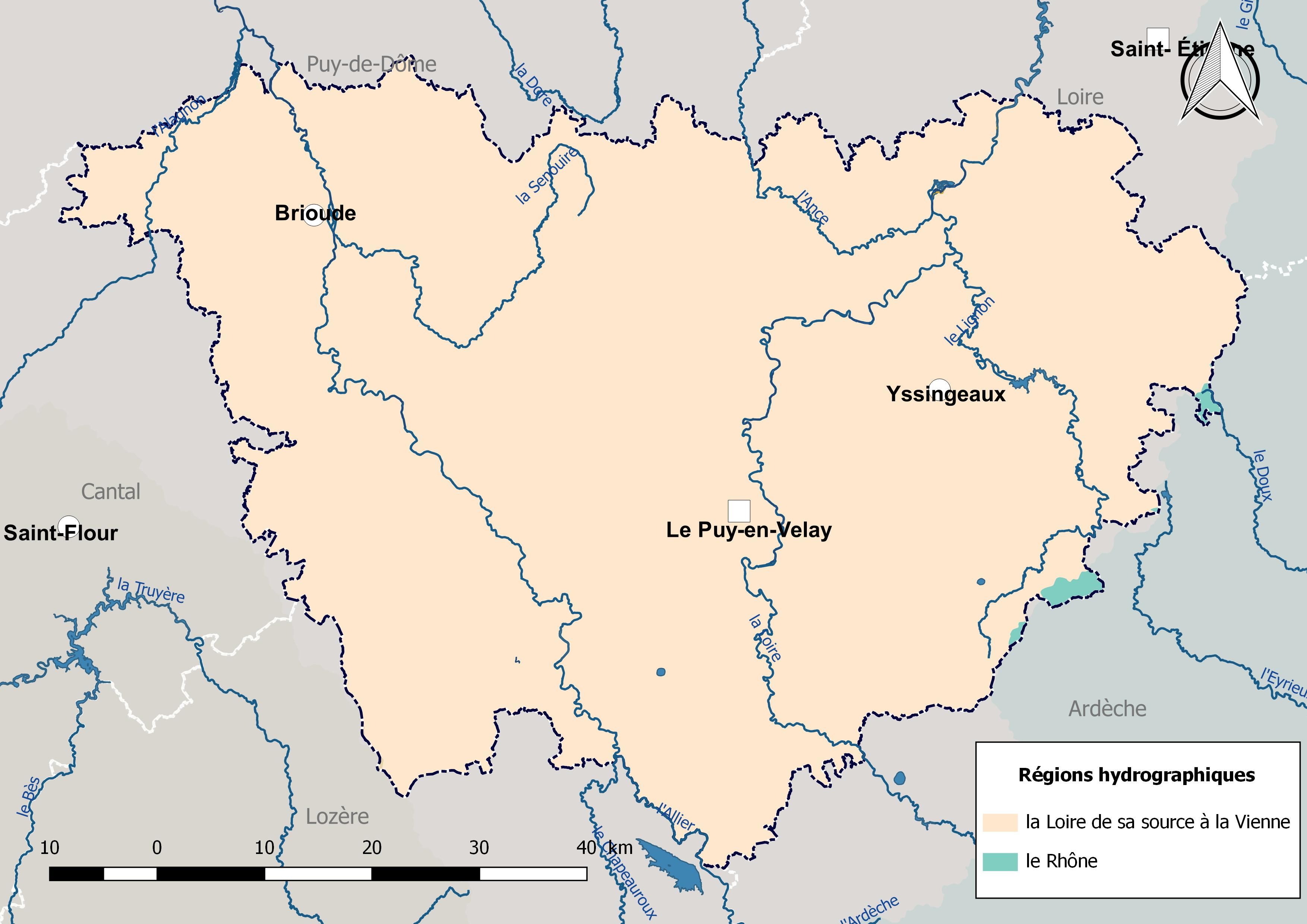
La Haute-Loire est partagée en deux régions hydrographiques.
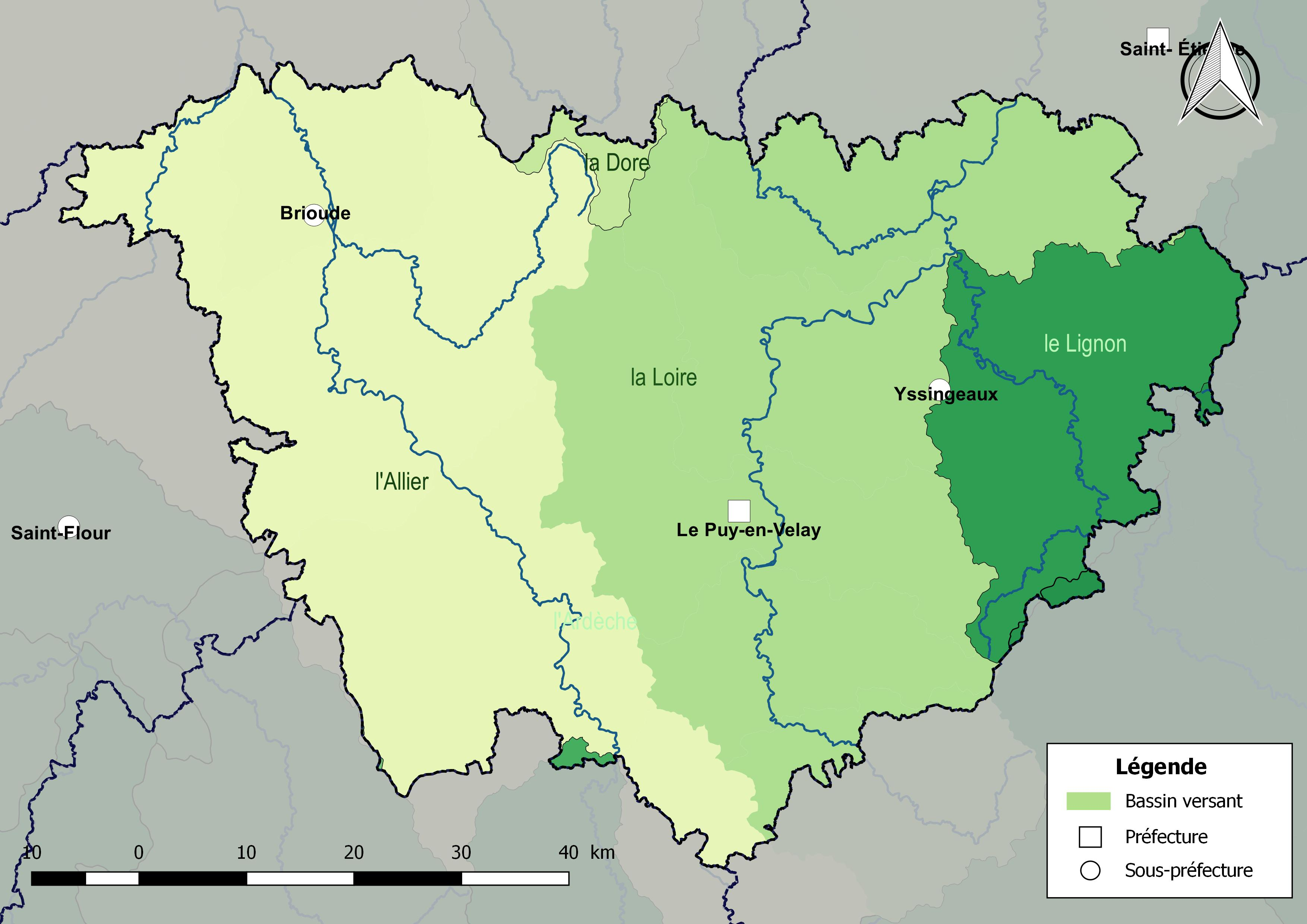
Les principaux bassins versants de la Haute-Loire.
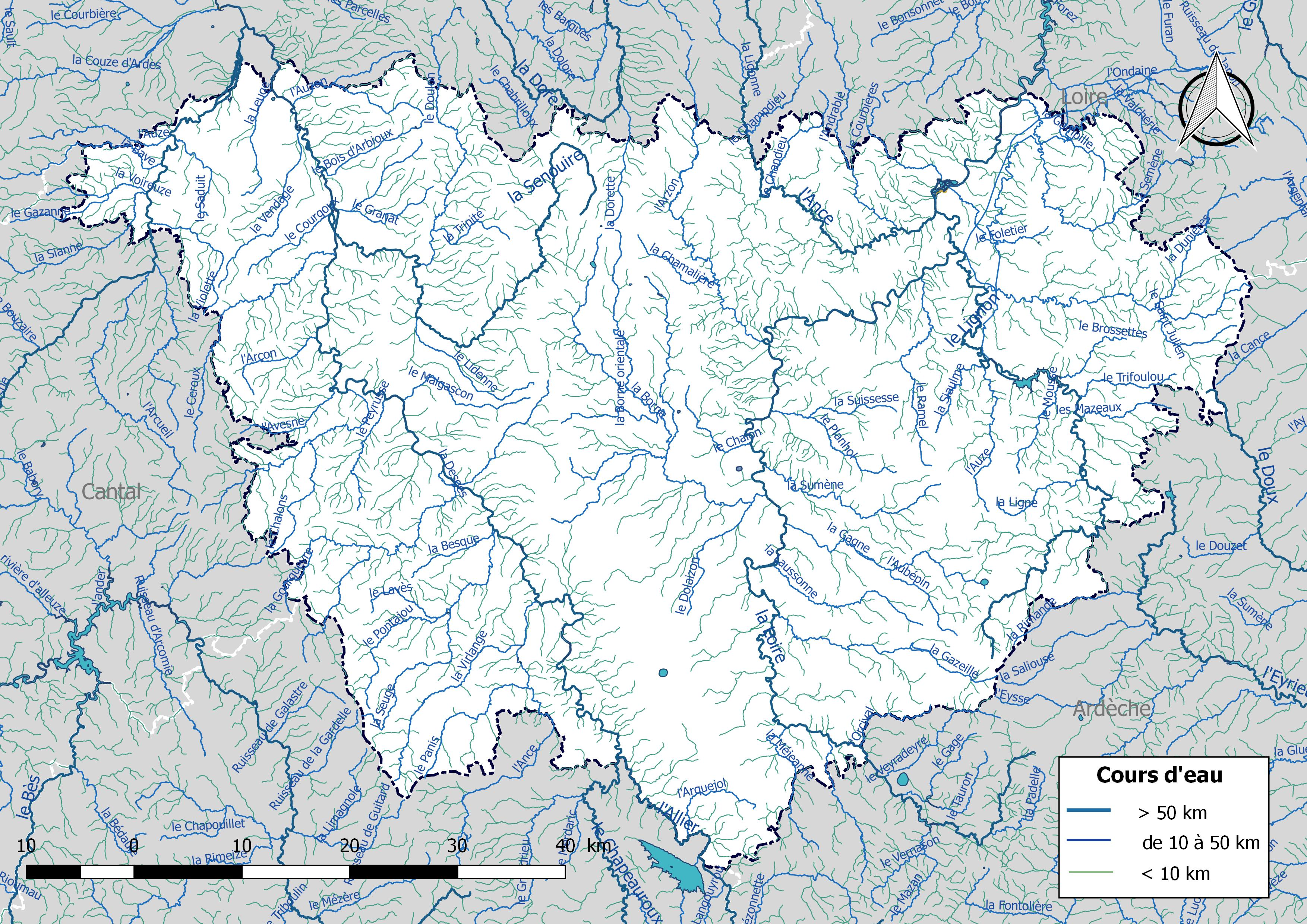
Carte de l'ensemble du réseau hydrographique de la Haute-Loire.

## Typologie des inondations
Les inondations dans le département peuvent résulter de deux phénomènes : débordement de cours d'eau ou rupture de barrage.

### Débordement de cours d'eau
Dans le département de la Haute-Loire, les mécanismes d’inondation relèvent de deux types : 
- crues torrentielles lorsque les cours d’eau sont en pente forte ;
- remontée de nappe ou ruissellement en milieu urbain.

### Rupture de barrage
En cas de rupture d'un barrage, les conséquences sont de trois ordres : humaines, économiques et environnementales. L'onde de submersion ainsi que l'inondation et les matériaux transportés, issus de l’ouvrage et de l’érosion amont, peuvent occasionner des dommages considérables.
Le département de la Haute-Loire dispose de deux ouvrages importants : le barrage de Lavalette, sur le Lignon du Velay et le barrage de Naussac (Lozère) sur la Loire.

## Gouvernance

### Gouvernance de bassin

#### Bassins administratifs
La gestion de l’eau, soumise à une législation nationale et à des directives européennes, se décline par bassin hydrographique, au nombre de sept en France métropolitaine, échelle cohérente écologiquement et adaptée à une gestion des ressources en eau. La Haute-Loire est dans le bassin Loire-Bretagne, qui est à la fois une  circonscription administrative de bassin, territoire de gestion dont les limites sont des limites communales, et un bassin hydrographique, territoire hydrographique dont les limites sont des lignes de partage des eaux. Chaque circonscription de bassin, également appelée bassin Directive-cadre sur l'eau (bassin DCE), est découpée en sous-bassins administratifs, dénommés aussi sous-bassins DCE, qui constituent un niveau intermédiaire d’agrégation entre la masse d'eau et le bassin Directive-cadre sur l'eau.

#### Instances de bassin
Les instances de bassins sont constituées de deux entités :
- le comité de bassin, une instance de concertation qui regroupe différents acteurs, publics ou privés, agissant dans le domaine de l’eau : collectivités, État, usagers, personnes qualifiées, milieux socioprofessionnels et le préfet coordonnateur de bassin. Le département de la Haute-Loire dépend du comité de bassin Loire-Bretagne ;
- l'agence de l'eau, un établissement public à caractère administratif de l’État. Le département de la Haute-Loire dépend de l'agence de l'eau Loire-Bretagne[5].

## Connaissance du risque d’inondation

### Exposition au risque d'inondation
171 communes sont exposées au risque d'inondation dans le département par débordement de cours d'eau et 51 par suite d'une rupture de barrage. Parmi celles-ci 41 communes sont exposées aux deux risques : débordement de cours d'eau et submersion marine.